# Swetlana Sergejewna Tscherkassowa
Swetlana Sergejewna Tscherkassowa (russisch Светлана Сергеевна Черкасова, wiss. Transliteration Svetlana Sergeevna Čerkasova; * 20. Mai 1978 in Belogorsk) ist eine russische Mittelstreckenläuferin.
Die 800-Meter-Läuferin startete bei den Weltmeisterschaften 2001 in Edmonton, den Europameisterschaften 2002 in München und bei den Olympischen Spielen 2004 in Athen, scheiterte jedoch jeweils im Halbfinale.
Bei den Weltmeisterschaften 2005 in Helsinki wurde sie Siebte und bei den Europameisterschaften 2006 in Göteborg Achte. Bei den Weltmeisterschaften 2007 in Osaka schied sie im Vorlauf aus.
Eine Woche vor Beginn der Olympischen Spiele 2008 in Peking wurde sie wegen Verstoßes gegen die Anti-Doping-Richtlinien vorläufig von der IAAF gesperrt. Ihr und sechs weiteren russischen Athletinnen wurde aufgrund von DNA-Analysen vorgeworfen, bei Dopingtests in betrügerischer Absicht Urin anderer Personen abgeliefert zu haben. Sie wurde bis 30. April 2011 wegen Dopings gesperrt.